# Valdallière
Valdallière est une commune française située dans le département du Calvados en région Normandie, peuplée de 5 692 habitants. Elle est créée le 1er janvier 2016 par la fusion de quatorze communes, sous le régime juridique des communes nouvelles. Les communes de Bernières-le-Patry, Burcy, Chênedollé, Le Désert, Estry, Montchamp, Pierres, Presles, La Rocque, Rully, Saint-Charles-de-Percy, Le Theil-Bocage, Vassy et Viessoix deviennent des communes déléguées.

## Géographie
| Souleuvre en Bocage                                  | Souleuvre en Bocage                           | Terres de Druance  |
| Vire Normandie                                       | Valdallière                                   | Condé-en-Normandie |
| Vire Normandie, Saint-Quentin-les-Chardonnets (Orne) | Montsecret-Clairefougère (Orne), Moncy (Orne) | Condé-en-Normandie |

### Hydrographie
La commune est située dans le bassin Seine-Normandie. Elle est drainée par la Diane, le Tortillon, l'Allière, la Souleuvre, le ruisseau de Rully, la Jouvine, le Gourguesson, la Rocque, la Segande, la Rivière du Maine, le cours d'eau 01 de Maisoncelle, le ruisseau de la Planche Vittard, le fossé 01 du Moulin Noron, le cours d'eau 01 de la Petite Rochelle, le ruisseau de la Roquette, le cours d'eau 01 de la Brouillerie, le fossé 01 de la Chalonnière, le cours d'eau 01 de la Gréardière, le cours d'eau 03 de la Cour, le Tortillon, le fossé 01 de la Parenterie, le ruisseau de la Moissonnière, le fossé 01 de la Basse Moissonnière, la Poterie, la Herbelière, le fossé 01 de la Chennières, le fossé 01 de la Faltière, le fossé 06 du Vivier, le fossé 01 du Champ des Prés, le fossé 01 de la Michelière, le fossé 03 du Hameau, un bras de l'Allière, le ruisseau des Pres Carreaux, le ruisseau de Vaumousse, le fossé 01 de Vaumousse, le fossé 02 de la Bunodière, le fossé 01 du Busq, le cours d'eau 01 de la Vallée Gabelle, le fossé 01 de la Heuserie, le fossé 01 des Grippes, un bras du Maine, le ruisseau du Bois de Pirier, le fossé 03 des Sources, le fossé 01 des Forgues, le fossé 02 de la Mulotière, le ruisseau de Grincelle, le fossé 01 des Aigneaux, le fossé 01 de la Caverie, le cours d'eau 01 de Cosnu, un bras de la Souleuvre, le fossé 01 de la Beaumontière, le ruisseau de la Triboudière, le fossé 01 des Grands Bonfaits, le ruisseau de Montchamp, le fossé 01 de la Fortunière, le ruisseau des Fieffes et divers autres petits cours d'eau,.
La Diane, d'une longueur de 18 km, prend sa source dans la commune de Vire Normandie et se jette  dans le Noireau à Montsecret-Clairefougère, après avoir traversé quatre communes. 
Le Tortillon, d'une longueur de 13 km, prend sa source dans la commune  et se jette  dans la Druance à Condé-en-Normandie, après avoir traversé deux communes. 
L'Allière, d'une longueur de 18 km, prend sa source dans la commune  et se jette  dans la Vire à Vire Normandie, après avoir traversé deux communes. 
La Souleuvre, d'une longueur de 19 km, prend sa source dans la commune  et se jette  dans la Vire à Souleuvre en Bocage, après avoir traversé deux communes. 

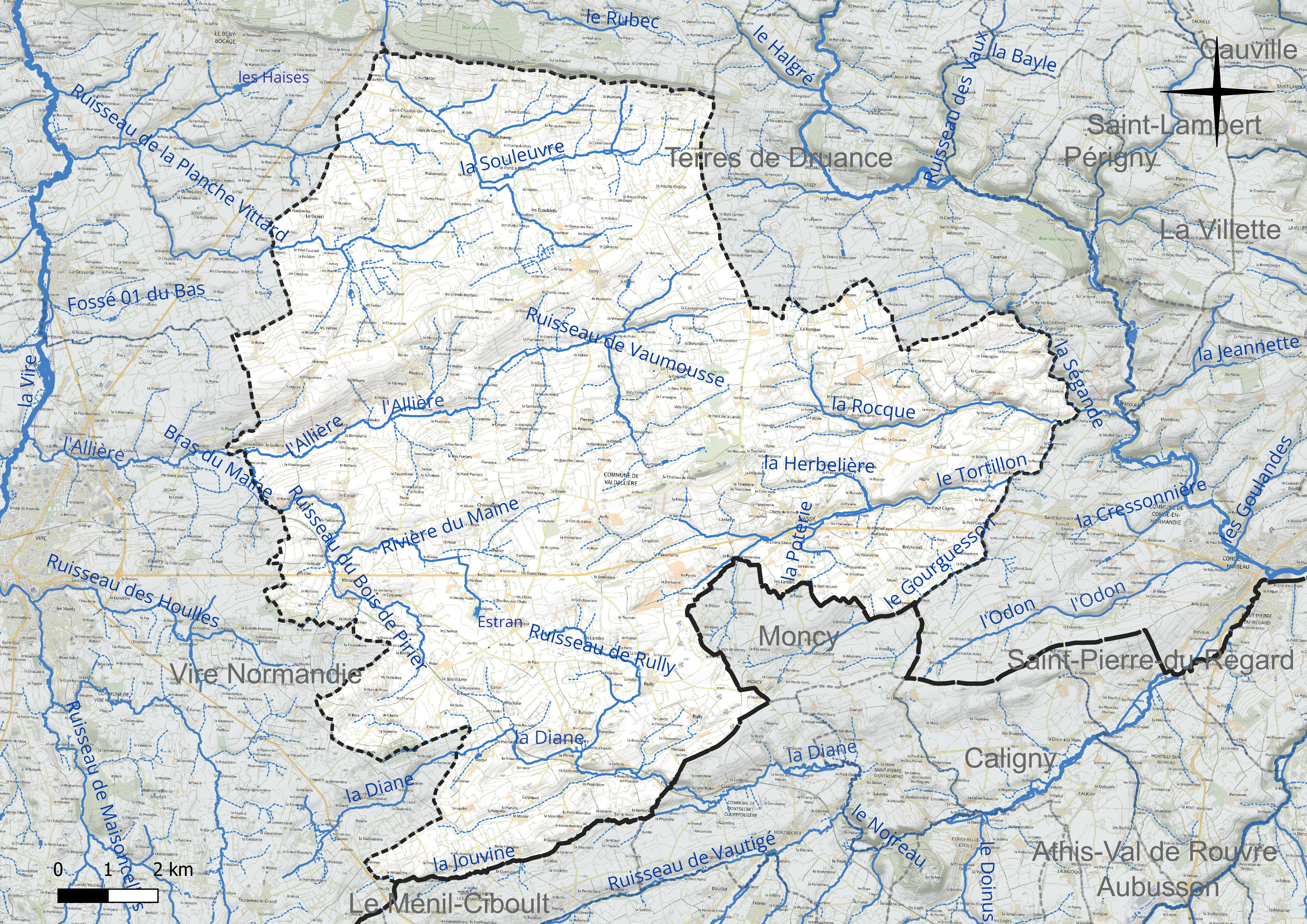
Réseau hydrographique de Valdallière.

Un plan d'eau complète le réseau hydrographique : Estran (2 ha),.

### Climat
Pour des articles plus généraux, voir Climat de la Normandie et Climat du Calvados.
En 2010, le climat de la commune est de type climat océanique franc, selon une étude du CNRS s'appuyant sur une série de données couvrant la période 1971-2000. En 2020, Météo-France publie une typologie des climats de la France métropolitaine dans laquelle la commune est exposée à un climat océanique et est dans la région climatique Normandie (Cotentin, Orne), caractérisée par une pluviométrie relativement élevée (850 mm/a) et un été frais (15,5 °C) et venté. Parallèlement le GIEC normand, un groupe régional d'experts sur le climat, différencie quant à lui, dans une étude de 2020, trois grands types de climats pour la région Normandie, nuancés à une échelle plus fine par les facteurs géographiques locaux. La commune est, selon ce zonage, exposée à un « climat contrasté des collines », correspondant au Bocage normand, bien arrosé, voire très arrosé sur les reliefs les plus exposés au flux d'ouest, et frais en raison de l'altitude.
Pour la période 1971-2000, la température annuelle moyenne est de 10,4 °C, avec  une amplitude thermique annuelle de 12,7 °C. Le cumul annuel moyen de précipitations est de 931 mm, avec 13,9 jours de précipitations en janvier et 8,2 jours en juillet. Pour la période 1991-2020, la température moyenne annuelle observée sur la station météorologique la plus proche, située sur la commune de Terres de Druance à 7 km à vol d'oiseau, est de 11,1 °C et le cumul annuel moyen de précipitations est de 908,6 mm,. Pour l'avenir, les paramètres climatiques de la commune estimés pour 2050 selon différents scénarios d'émission de gaz à effet de serre sont consultables sur un site dédié publié par Météo-France en novembre 2022.

## Urbanisme

### Typologie
Au 1er janvier 2024, Valdallière est catégorisée commune rurale à habitat très dispersé, selon la nouvelle grille communale de densité à 7 niveaux définie par l'Insee en 2022.
Elle est située hors unité urbaine. Par ailleurs la commune fait partie de l'aire d'attraction de Vire Normandie, dont elle est une commune de la couronne,. Cette aire, qui regroupe 20 communes, est catégorisée dans les aires de moins de 50 000 habitants,.

## Toponymie
Le nom de Valdallière est choisi le 9 septembre 2015 par un vote du conseil communautaire de la communauté de communes du Canton de Vassy. Il figurait parmi une liste de vingt-cinq propositions, dont neuf ont finalement été soumises au vote. Le nom fait référence au val de l'Allière, cours d'eau qui prend sa source et traverse le territoire communal avant de se jeter dans la Vire.

## Histoire
La commune est créée le 1er janvier 2016 par un arrêté préfectoral du 13 octobre 2015, par la fusion de quatorze communes, sous le régime juridique des communes nouvelles instauré par la loi no 2010-1563 du 16 décembre 2010 de réforme des collectivités territoriales. Les communes de Bernières-le-Patry, Burcy, Chênedollé, Le Désert, Estry, Montchamp, Pierres, Presles, La Rocque, Rully, Saint-Charles-de-Percy, Le Theil-Bocage, Vassy et Viessoix deviennent des communes déléguées et Vassy est le chef-lieu de la commune nouvelle.

Localisation de la commune de Valdallière et ses communes déléguées dans le département du Calvados.

## Politique et administration
| Période        | Période     | Identité           | Étiquette | Qualité |
| -------------- | ----------- | ------------------ | --------- | --- |
| 7 janvier 2016 | 26 mai 2020 | Michel Roca        | DVD       | Médecin retraité Conseiller départemental de Condé-sur-Noireau (2015 → 2021) Ancien conseiller général de Vassy (2008 → 2015) Maire délégué de Vassy (2016 → 2020) |
| 26 mai 2020    | En cours    | Frédéric Brogniart | DVD       | Technicien cynégétique 4e vice-président de l'Intercom de la Vire au Noireau Ancien maire délégué de Bernières-le-Patry (2016 → 2020)                              |

| Nom                    | Code Insee | Intercommunalité | Superficie (km2) | Population (dernière pop. légale) | Densité (hab./km2) |
| ---------------------- | ---------- | ---------------- | ---------------- | --------------------------------- | ------------------ |
| Vassy (siège)          | 14726      |                  | 31,01            | 1 686 (2021)                      | 54                 |
| Bernières-le-Patry     | 14065      |                  | 15,67            | 524 (2021)                        | 33                 |
| Burcy                  | 14113      |                  | 11,52            | 392 (2021)                        | 34                 |
| Chênedollé             | 14156      |                  | 6,91             | 221 (2021)                        | 32                 |
| Le Désert              | 14222      |                  | 3,88             | 72 (2021)                         | 19                 |
| Estry                  | 14253      |                  | 10,75            | 342 (2021)                        | 32                 |
| Montchamp              | 14442      |                  | 16,20            | 531 (2021)                        | 33                 |
| Pierres                | 14503      |                  | 9,73             | 212 (2021)                        | 22                 |
| Presles                | 14521      |                  | 9,03             | 267 (2021)                        | 30                 |
| La Rocque              | 14539      |                  | 4,93             | 83 (2021)                         | 17                 |
| Rully                  | 14549      |                  | 9,97             | 214 (2021)                        | 21                 |
| Saint-Charles-de-Percy | 14564      |                  | 6,61             | 194 (2021)                        | 29                 |
| Le Theil-Bocage        | 14686      |                  | 8,86             | 194 (2021)                        | 22                 |
| Viessoix               | 14746      |                  | 12,87            | 767 (2021)                        | 60                 |

### Jumelages
- Triefenstein (Allemagne) depuis 2013 par Vassy[76].

## Population et société

### Démographie
L'évolution du nombre d'habitants est connue à travers les recensements de la population effectués dans la commune depuis sa création.
En 2022, la commune comptait 5 692 habitants, en évolution de −5,98 % par rapport à 2016 (Calvados : +1,58 %, France hors Mayotte : +2,11 %).
| 2014  | 2019  | 2022  |
| ----- | ----- | ----- |
| 6 056 | 5 755 | 5 692 |

## Culture locale et patrimoine

### Patrimoine classé ou inscrit
- Château de la Rochelle, à Bernières-le-Patry inscrit au titre des Monuments historiques depuis le 24 août 2005[78].
- Église Notre-Dame de Burcy classée au titre des Monuments historiques depuis le 2 juin 1921[79].
- Église Saint-Charles de Saint-Charles-de-Percy inscrite au titre des Monuments historiques depuis le 18 août 2006. Les parois décoratives du chœur sont classées depuis le 13 octobre 1958[80].
- Commanderie de Courval, à Vassy, dont la chapelle est classée au titre des Monuments historiques depuis le 2 septembre 1994[81].

### Autres lieux
- Cimetière militaire du Commonwealth de Saint-Charles-de-Percy.